# Hemigobius
Hemigobius és un gènere de peixos de la família dels gòbids i de l'ordre dels perciformes.

## Taxonomia
- Hemigobius hoevenii (Bleeker, 1851)[2]
- Hemigobius mingi (Herre, 1936)[3][4][5][6][7][8][9]